# Paravilla
Paravilla är ett släkte av tvåvingar. Paravilla ingår i familjen svävflugor.

## Dottertaxa tillParavilla, i alfabetisk ordning[1]
- Paravilla acutula
- Paravilla albata
- Paravilla albicera
- Paravilla apicola
- Paravilla aridula
- Paravilla borea
- Paravilla californica
- Paravilla castanea
- Paravilla cinerea
- Paravilla consul
- Paravilla cunicula
- Paravilla deserta
- Paravilla diagonalis
- Paravilla editioides
- Paravilla eminens
- Paravilla emulata
- Paravilla epheba
- Paravilla eurhinata
- Paravilla extremitis
- Paravilla flavipilosa
- Paravilla floridensis
- Paravilla fulvicoma
- Paravilla fumida
- Paravilla fumosa
- Paravilla hulli
- Paravilla hypoxantha
- Paravilla imitans
- Paravilla inatra
- Paravilla lacunaris
- Paravilla leucothoa
- Paravilla lucida
- Paravilla macneilli
- Paravilla mercedis
- Paravilla mexicana
- Paravilla montivaga
- Paravilla nigriventris
- Paravilla nigrofemorata
- Paravilla nigronasica
- Paravilla opaca
- Paravilla painterorum
- Paravilla palliata
- Paravilla pallida
- Paravilla parasitica
- Paravilla parvula
- Paravilla perplexa
- Paravilla separata
- Paravilla spaldingi
- Paravilla splendida
- Paravilla stheno
- Paravilla syrtis
- Paravilla texana
- Paravilla tricellula
- Paravilla vigilans
- Paravilla villica
- Paravilla winburni
- Paravilla xanthina